# Concert en re (Stravinski)
El Concert en Re (Basilea) d'⁣Ígor Stravinski per a orquestra de corda va ser compost a Hollywood entre principis de 1946 i el 8 d'agost del mateix any en resposta a un encàrrec de Paul Sacher de 1946 per celebrar el 20è aniversari de la Basler Kammerorchester (BKO), i per aquest motiu de vegades es coneix com el Concert de "Basilea".
Es va estrenar el 27 de gener de 1947 a Basilea per la BKO, dirigida per Paul Sacher. Altres fonts diuen que va ser sis dies abans, el dia del 20è aniversari de l'orquestra, el 21 de gener, quan també es van estrenar altres dues obres encarregades per Sacher: la Simfonia núm. 4 Deliciae Basiliensis d'⁣Arthur Honegger i la Toccata e due Canzoni de Bohuslav Martinů.
El Concert en re va ser la primera composició que Stravinski va crear després de convertir-se en ciutadà nord-americà naturalitzat el 28 de desembre de 1945 i la primera de les seves obres que es va publicar sota el contracte amb el seu nou editor, Boosey &amp; Hawkes.
El concert ha estat coreografiat diverses vegades com a ballet, primer per Dore Hoyer a l'⁣Òpera Estatal d'Hamburg el 1950. Versions posteriors de ballet van ser fetes per Jerome Robbins, sota el títol de The Cage el 1951, de Werner Ulbrich, com Attis und die Nymphe al Württembergisches Staatstheater, Stuttgart, el 1959  i per Aimé De Lignière al Royal Ballet de Flandes, com a Acht el 1973.

## Moviments
El concert té tres moviments:
1. Vivace
2. Arioso: Andantino
3. Rondo: Allegro